# Vilém
Vilém ist die tschechische Variante des Vornamens Wilhelm.
Bekannte Namensträger:
- Vílem František Blodek (1834–1874), tschechischer Komponist
- Vilém Flusser (1920–1991), tschechoslowakischer Kommunikations- und Medienphilosoph
- Vilém Kreibich (1884–1955), tschechoslowakischer Künstler
- Vilém Dušan Lambl (1824–1895), böhmischer Arzt
- Vilém Lugr (1911–1981), tschechischer Fußballspieler und -trainer
- Vilém Mathesius (1882–1945), Prager Linguist, Historiker und Anglist
- Vilém Mrštík (1883–1912), tschechischer Schriftsteller, Dramaturg, Übersetzer und Literaturkritiker
- Vilém Petrželka (1889–1967), tschechischer Komponist
- Vilém Slavata z Chlumu a Košumberka (1572–1652), böhmischer Staatsmann
- Vilém z Landštejna († 1356), tschechischer Adeliger, Landeshauptmann Mährens und Burggraf von Prag